# 1925 na televisão

## Nascimentos
| Data            | Nome              | Profissão                         | Nacionalidade  | Observações | Ref    |
| --------------- | ----------------- | --------------------------------- | -------------- | ----------- | ------ |
| 8 de fevereiro  | Jack Lemmon       | ator                              | Estados Unidos | m. 2001     | [ 1 ]  |
| 25 de fevereiro | Pedro de Lara     | ator e humorista                  | Brasil         | m. 2007     | [ 2 ]  |
| 8 de abril      | Marisa Sanches    | atriz                             | Brasil         | m. 2002     |        |
| 14 de abril     | Rod Steiger       | ator                              | Estados Unidos | m. 2002     | [ 3 ]  |
| 20 de abril     | Randal Juliano    | jornalista, ator e radialista     | Brasil         | m. 2006     | [ 4 ]  |
| 25 de abril     | Janete Clair      | telenovelista                     | Brasil         | m. 1983     | [ 5 ]  |
| 7 de maio       | Jorge Loredo      | ator e humorista                  | Brasil         | m. 2015     | [ 6 ]  |
| 25 de junho     | June Lockhart     | atriz                             | Estados Unidos |             |        |
| 26 de junho     | Isabel da Nóbrega | escritora, jornalista e tradutora | Portugal       | m. 2021     | [ 7 ]  |
| 10 de julho     | Vasco Granja      | apresentador                      | Portugal       | m. 2009     | [ 8 ]  |
| 27 de julho     | João Restiffe     | ator                              | Brasil         | m. 2023     | [ 9 ]  |
| 8 de dezembro   | Chica Lopes       | atriz                             | Brasil         | m. 2016     | [ 10 ] |
| 15 de dezembro  | Kasey Rogers      | atriz                             | Estados Unidos | m. 2006     | [ 11 ] |

## Mortes
| Data | Nome | Profissão | Nacionalidade | Observações | Ref |
| ---- | ---- | --------- | ------------- | ----------- | --- |